# Guiana nos Jogos Pan-Americanos de 1971
A Guiana competiu nos Jogos Pan-Americanos de 1971 em Cáli, Colômbia, de 25 de julho a 8 de agosto de 1971. Conquistou uma medalhas no total.